# Плєвля
Плє́вля (серб. Пљевља) одне з найдавніших міст Чорногорії, адміністративний центр муніципалітету. Населення — 19 489 (За переписом 2011 року).

## Історія
Плє́вля веде свою історію з III—IV століття до н. е., коли римляни заснували поселення на місці злиття річок Брежниця та Чехотина. Місто було стало адміністративним центром племенів пірустів.
Деякі дослідники пов'язують сучасне ім'я міста з назвою римської провінції Превалітана, за офіційною версією Плєвля отримала свою назву від слова «плєва» — тобто луска від жита. Як там не було, але назва «Пљевља» вперше з'являється лише в IX ст.
В 1465 році Плєвлю завоювали турки, і він став одним з важливих центрів Османської імперії на Балканському півострові.
З 1918 року — Плєвля стало найважливішим містом для Об'єднаного королівства сербів, хорватів і словенців (з 1929 Югославії).
У роки другої світової війни Плє́вля була окупована італійцями, німцями, усташами.

## Економіка
Біля міста розташована теплова електростанція ТЕС Плєвля.